# داود (سوهاج)
قرية داود هي إحدى القرى التابعة لمركز طهطا بمحافظة سوهاج في جمهورية مصر العربية. حسب إحصاءات سنة 2006، بلغ إجمالي السكان في داود 5768 نسمة، منهم 3034 رجل و2734 امرأة.